# Ermita de San Cristóbal (Alcora)
La ermita de San Cristóbal en el término municipal de Alcora (Provincia de Castellón, España) se sitúa coronando un monte, dominando Alcora. Fue edificada en el siglo XVII. 
Se trata de un templo de planta de una nave rectangular y dividida en cinco tramos, con un coro alto a los pies. Dispone de un óculo de iluminación en fachada. 
Cuenta con una torre cuadrada a los pies, en el lado de la epístola. Su portada es adintelada y rematada por un frontón decorativo. 
En 1855-56 se reedificó y mejoró a expensas del vecindario y de M. Ferrer que aportó importante limosna. Constituye el foco de la Festa del Rotllo, del día de los conductores y por Sta. Lucía, a finales del año.